# Shek Ngau Chau
Shek Ngau Chau är en ö i Hongkong (Kina). Den ligger i den nordöstra delen av Hongkong.